# Comuna Buzova, Kompaniivka
Buzova (în ucraineană Бузова) este o comună în raionul Kompaniivka, regiunea Kirovohrad, Ucraina, formată din satele Buzova (reședința), Koroteak și Morkvîna.

## Demografie
Componența lingvistică a comunei Buzova
     Ucraineană (99,31%)
     Alte limbi (0,52%)
Conform recensământului din 2001, majoritatea populației comunei Buzova era vorbitoare de ucraineană (99,31%), existând în minoritate și vorbitori de alte limbi.